# Guillaume VII de Juliers
Pour les articles homonymes, voir Guillaume VII et Guillaume de Juliers.
Guillaume de Juliers, né le 5 mars 1364 et mort à Arnhem le 16 février 1402, est duc de Gueldre et comte de Zutphen (Guillaume Ier) de 1380 à 1402, et duc de Juliers (Guillaume VII) de 1393 à 1402. Il est le fils de Guillaume VI, duc de Juliers, et de Marie, duchesse de Gueldre.
À la fin de la guerre de Succession de Gueldre, qui opposa sa mère à sa tante Mathilde, il reçut de la première le duché de Gueldre (1380). Il participa à plusieurs croisades baltes en Prusse orientale avec l'Ordre Teutonique (1383, 1388 et 1393). Vers 1386-1388, il combat aux côtés de son père contre Venceslas Ier, duc de Brabant.
En 1400, possédant le duché de Juliers, il contrôlait la route de Francfort à Aix-la-Chapelle et empêche le couronnement de Robert de Wittelsbach, roi des Romains, qui ne peut ainsi être sacré empereur. Il fait en 1400 l'acquisition de la ville de Cuijk qu'il rattache au duché de Gueldre.
Sans enfant légitime, c'est son frère Renaud qui lui succède.

## Mariage et descendance
En 1379, Guillaume épouse Catherine de Wittelsbach (en) (1360-1400), fille d'Albert Ier de Wittelsbach, duc de Bavière-Straubing, comte de Hainaut et de Hollande, et de Marguerite de Brieg. Ils n'ont pas d'enfant.
Guillaume a toutefois plusieurs enfants illégitimes :
- Marguerite, mariée à Elbert van Eijll ;
- Jeanne de Gueldre-Juliers, mariée à Jean VI de Kuyk ;
- Jean de Gueldre, fils de Mechtild van Brackel, marié à Hadewig van Sinderen.

## Source
- (de) Cet article est partiellement ou en totalité issu de l’article de Wikipédia en allemand intitulé « Wilhelm von Jülich » (voir la liste des auteurs).

- Notices dans des dictionnaires ou encyclopédies généralistes :   - Biografisch Portaal van Nederland
  - Deutsche Biographie
- Notices d'autorité :   - VIAF
  - ISNI
  - GND
  - Pays-Bas
  - Pologne